# KZ Jastrebarsko
Koordinaten: 45° 40′ 33″ N, 15° 38′ 33″ O
Das KZ Jastrebarsko war ein Kinderkonzentrationslager, das während des Zweiten Weltkriegs in Jastrebarsko im Unabhängigen Staat Kroatien errichtet wurde.

## Geschichte
Auf dem Gebiet des kroatischen Staates wurden etwa 26 Konzentrationslager errichtet. Jastrebarsko wurde vom Ustascha-Regime am 12. Juli 1942 errichtet und im November 1942 wieder aufgelöst.
Das Konzentrationslager Jastrebarsko gehörte zum Lagerkomplex Jasenovac, der aus insgesamt fünf Nebenlagern und drei kleineren Lagern bestand. Die Gesamtfläche des Komplexes betrug 240 Quadratkilometer. Zu diesen Lagern gehören die drei Kinderkonzentrationslager Sisak, das größte Lager für größtenteils serbische Kinder, das KZ Gornja Rijeka als kleinstes und das Lager Jastrebarsko. Sämtliche Lager wurden aufgrund der Gesetzesvorlage No. 1528-2101-Z-1941 vom 25. September 1941 »legalisiert« und befanden sich unter der Oberaufsicht von Eugen Dido Kvaternik. Der Lagerkomplex Jasenovac und damit auch Jastrebarsko unterstand Maks Luburić.
Am 26. August 1942 überfielen Einheiten der Partisanen das Lager. Einige hundert gesündere und ältere Kinder nahmen sie in ihren Reihen auf. Weitere 1637 Kinder wurden befreit und von Familien in den umliegenden Gemeinden und in Zagreb aufgenommen. Rund 500 weitere Kinder nahm die Caritas auf. Etwa 300 Kinder blieben im Krankenhaus des Lagers.